# دو ساعت بعد مهرآباد
دو ساعت بعد مهرآباد فیلمی به کارگردانی و نویسندگی علیرضا فرید و تهیه‌کنندگی محمد احمدی محصول سال ۱۳۹۲ است.

## خلاصه فیلم
دو ساعت بعد، مهرآباد، عاشقانه ایست بی عاشق و حالا معشوق که همسرش را در سقوط هواپیما از دست داده از پس انزوائی خودخواسته با پرسشی عمیق روبروست که برای یافتن پاسخ می‌بایست سفری طولانی و پُرمعنا را در پیش گیرد.

## بازیگران
- اندیشه فولادوند
- پژمان بازغی
- حدیثه تهرانی
- محسن حسینی
- رابعه مدنی
- کیومرث غفاری
- نگار حسن‌زاده
- انسیه کمالیان